# AS-30
El AS-30 es un misil aire-superficie construido en Francia por la empresa Aérospatiale. Fue diseñado en base al misil AS-20 también construido por la empresa francesa. Inicialmente usó el sistema de guía de ese arma, que requería que los pilotos rastrearan el arma visualmente y corrigieran su trayectoria con un pequeño joystick, mientras volaban su propio avión. Todos estos sistemas MCLOS demostraron ser muy difíciles de usar en la práctica. El AS-30L actualizado reemplazó este sistema con un sistema de giro láser semiactivo , que permite que el misil vuele hacia el objetivo sin la intervención del operador. Aproximadamente 60 AS-30L se lanzaron durante la Operación Tormenta del Desierto y la Operación Fuerza Deliberada con gran éxito.
El sistema de guía del AS-30, al igual que el AS-20, es tipo MCLOS.
El AS-30L fue desarrollado por Aérospatiale y Thompson-CSF entre el año 1974 y el 1988 en base al AS-30, implementándole la vaina láser ATLIS y una cabeza láser, la única diferencia del AS-30L está en su sistema de guía, el AS-30 tiene su nariz filosa y el AS-30L la tiene ligeramente embotada, los primeros AS-30L fueron entregados en 1983.
El AS-30L es utilizado contra objetivos que requieren mucha precisión, en cambio el actualmente como el AS-30 es difícil de disparar, por lo que se dejado de utilizar.

## Diseño
El primer AS-30 fue un desarrollo de la década de 1960 Nord AS-20, para permitir tanto un aumento en el alcance como una ojiva mucho más grande, y es casi idéntico al diseño anterior del AS-20. El AS-30 tiene cuatro aletas traseras de gran barrido abrupto, como las del AS-20, cruciformes en sección transversal alrededor de la sección media de su cuerpo. Sin embargo, debido a su tamaño más grande, el AS-30 además tiene cuatro aletas más pequeñas en la parte trasera del cuerpo del misil para aumentar la estabilidad en vuelo.
El AS-30 tiene un motor de cohete de combustible sólido de dos etapas . Una sección de refuerzo de tiempo de combustión corta se agota a través de dos boquillas grandes situadas a medio camino entre los bordes traseros de las grandes aletas del misil, después de lo cual se enciende un sostenedor de tiempo de combustión más prolongado, y se escapa a través de una boquilla ubicada en el centro de la parte posterior del cuerpo de misil Al igual que con el AS-20, el AS-30 usa una guía simple de MCLOS con el piloto alineando las bengalas ubicadas cerca de la parte trasera del misil con el objetivo y controlando el misil en vuelo después del lanzamiento con un pequeño joystick, enviando comandos de dirección al misil a través de un enlace de radio. Los comandos de dirección conducen el misil de regreso a la línea de visión mediante el empuje vectorial , mediante el movimiento de una de las cuatro paletas metálicas alrededor de la boquilla de sustentador. El giro interno del misil le da a la unidad de comando de misiles la posición correcta del misil en vuelo, por lo que cada una de las cuatro paletas de empuje puede actuar en el momento correcto para dirigir el misil de regreso a la trayectoria de vuelo correcta.

## AS-30L
El AS-30L es un misil de aire a tierra de corto a medio alcance francés que emplea la guía de giro del láser . El AS-30L fue un desarrollo del misil AS-30 de la década de 1970, que utiliza la guía MCLOS a través de un enlace de comando de radio entre la aeronave y el misil. La única diferencia entre el AS-30 y el AS-30L es su sistema de guía. En apariencia, el AS-30 anterior tiene una nariz afilada y el AS-30L tiene una nariz ligeramente embotada. El AS-30L se emplea para atacar objetivos que requieren un alto grado de precisión para engancharse de manera efectiva, pero también son lo suficientemente peligrosos como para requerir un perfil de ataque de "distancia" de mayor distancia para reducir el peligro para la aeronave y el piloto a tierra. Defensas antiaéreas basadas. El misil tiene un alcance de 3 a 11 kilómetros, lleva una ojiva de 240 kilogramos y reclama un CEP de 1 metro con designadores láser en el aire o en tierra.

## Historia operacional

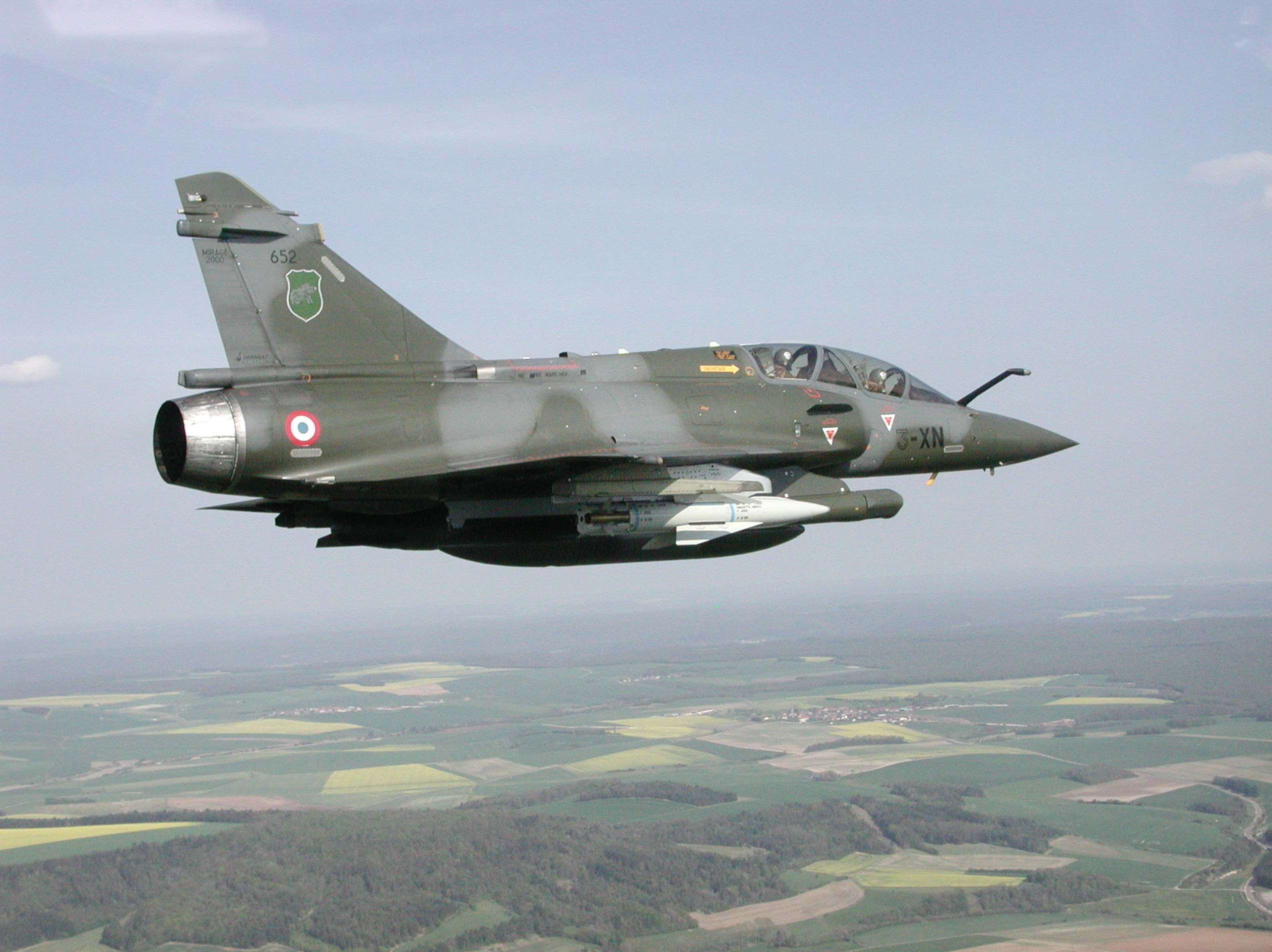
Mirage 2000D portando un misil AS-30L.

El AS-30L fue desplegado por el avión francés SEPECAT Jaguar durante la Operación Tormenta del Desierto en Irak y la Operación Fuerza Deliberada en Bosnia , con aproximadamente 60 misiles lanzados. El misil demostró ser altamente efectivo y preciso, con una tasa de éxito del 97%.
El AS-30L fue desplegado por un avión naval francés Super-Étendard durante la Operación Harmattan en Libia. En ese momento ya no estaba en servicio con la Armée de l'Air.
El AS-30L fue desplegado por los aviones de combate modificados Mirage F-1EQ-5/6 de Irak durante las últimas etapas de la Guerra Irán-Irak, en donde el misil demostró bastante éxito, aunque no se sabe oficialmente la tasa de éxito del mismo en este conflicto, fue usado en ataques a tierra y contra objetivos iraniés.

## Operadores
- Alemania
- Egipto
- EAU
- Francia
- Gabón
- Israel
- Jordania
- India
- Irak
- Níger
- Nigeria
- Omán
- Pakistán
- Perú
- Reino Unido
- Suiza
- Sudáfrica[3]
- Venezuela